# إبراهيم طاهر
العميد إبراهيم طاهر البلول فنان وعسكري يمني من مواليد عزلة بني مصعب مديرية كسمة محافظة ريمة عام 1944  وتوفي في 12 نوفمبر 2008 بالعاصمة الأردنية عمان.

## المسيرة الفنية والعملية
تلقى تعليمه حتى الثانوية العامة بالمملكة العربية السعودية والتحق هناك بالكلية الحربية وما إن قامت ثورة 26 سبتمبر 1962 عاد مباشرة إلى اليمن فعمل في إذاعة صنعاء في مجال البرامج الثورية ثم التحق بالجيش وشارك في معارك الدفاع عن الثورة والجمهورية في منطقة بني حشيش محافظة صنعاء وبعدها غادر إلى القاهرة للحصول على بعض الدورات العسكرية. كلف بتجنيد لواء العروبة بالحديدة ثم عين مديرا للمستشفى العسكري بالحديدة ونادي الضباط وفي 1968 عاد إلى صنعاء في عدة مناصب إدارية في القيادة العامة للقوات المسلحة. في العام 1968 أدى الأغنية الوطنية المشهورة «أنا يمني» في احتفال الذكرى الرابعة لقيام ثورة سبتمبر 1962 من كلمات الشاعر إبراهيم صادق والتي تُعد من أبرز الأغاني الوطنية اليمنية. موهبته الفنية أهلته للحصول على منحة لدراسة الموسيقى في معهد الموسيقى العربية بتشجيع من الرئيس إبراهيم الحمدي فحصل على الدبلوم ثم البكالوريوس وعاد في العام 1980 ليؤسس مدرسة الموسيقى العسكرية وعين مديرا لها.

## أبرز الأعمال
- لحن وأداء أنشودة أنا يمني من كلمات ابراهيم صادق
- لحن وأداء أغنية «يا أبو الرمش اليماني» من كلمات الدكتور عبد العزيز المقالح والتي تعد أول أغنية يكتبها المقالح [3]
- لحن وأداء أغنية «في تهامة» من كلمات الدكتور المقالح